# Корпус (шрифт)
Корпус (від лат. Corpus Juris Civilis) — типографський шрифт, кегель якого становить 10 пунктів.
Для вимірювання кегля шрифтів, формату рядків, ширини проміжних матеріалів тощо використовували типометричну лінійку (рядкомір).
Уперше кегель 10 пунктів був використаний при друкуванні Corpus Juris Civilis — кодифікації римського цивільного права. Найчастіше застосовується для набору текстів книг.